# پادشاهی سیاره میمون‌ها
پادشاهی سیاره میمون‌ها (به انگلیسی: Kingdom of the Planet of the Apes) یک فیلم اکشن علمی تخیلی آمریکایی به کارگردانی وس بال و نویسندگی جاش فریدمن است که در سال ۲۰۲۴ منتشر شد. این فیلم دنبالهٔ جنگ برای سیاره میمون‌ها (۲۰۱۷) اما با داستانی نامرتبط با قسمت قبلی است و چهارمین فیلم از فرنچایز ریبوت‌شده سیارهٔ میمون‌ها و در کل دهمین فیلم این مجموعه محسوب می‌شود. اوون تیگ، فریا آلن، کوین دورند، پیتر میکون، ایکا دارویل در آن بازی می‌کنند. داستان این فیلم ۳۰۰ سال بعد از رویدادهای فیلم جنگ برای سیارهٔ میمون‌ها رخ می‌دهد و در آن یک شامپانزهٔ جوان به اسم نوا (Noa) سفری را همراه با یک زن انسان به نام می (Mae) آغاز می‌کند تا آیندهٔ انسان‌ها و میمون‌ها را در کنار هم مشخص کنند.
ساخت فیلم جدید سیاره میمون‌ها در آوریل ۲۰۱۹ پس از اکتساب فاکس قرن بیست و یکم توسط والت دیزنی آغاز شد و بال در دسامبر همان سال به‌عنوان نویسنده و کارگردان به این پروژه پیوست. بخش عمدهٔ فیلم‌نامه در طول دنیاگیری کووید-۱۹ در سال ۲۰۲۰ نوشته شده است. مراحل انتخاب بازیگران در ژوئن ۲۰۲۲، پس از تکمیل فیلم‌نامه آغاز شد. تیگ برای نقش اصلی در اوت همان سال انتخاب شد و عنوان فیلم و سایر بازیگران در ماه‌های بعد مشخص شد. تصویربرداری اصلی در اکتبر ۲۰۲۲ در سیدنی آغاز شد و در فوریهٔ ۲۰۲۳ به پایان رسید.
فرش قرمز این فیلم در ۲ مهٔ ۲۰۲۴ در سالن نمایش چینی گرامن در لس آنجلس برگزار شد. پادشاهی سیاره میمون‌ها در ۱۰ مهٔ ۲۰۲۴ توسط استودیوهای قرن بیستم در ایالات متحده اکران شد. این فیلم نظرات عمدتاً مثبتی از سوی منتقدان گرفت و بیش از ۳۹۷ میلیون دلار در جهان فروش داشته است.

## داستان
داستان این فیلم ۳۰۰ سال بعد از رویدادهای فیلم جنگ برای سیارهٔ میمون‌ها و فرمانروایی سزار، رخ می‌دهد و در آن یک شامپانزهٔ جوان به اسم نوا (Noa) همراه با یک زن انسان به نام می (Mae) سفری پر ماجرا را آغاز می‌کنند تا با پی بردن به اتفاقات گذشته، تصمیماتی بگیرند که ممکن است آینده میمون‌ها و انسان‌ها را تغییر دهد و در طول مسیر با مشکلاتی مواجه می‌شوند.

## بازیگران

### میمون‌ها
- اوون تیگ در نقش نوآ، یک شکارچی شامپانزه جوان و وارث قبیله میمون‌هایش به رهبری پدرش کورو
- کوین دورند در نقش پروکسیموس سزار، یک پادشاه بونوبو جاه‌طلب و بی‌رحم که قبیله‌ای از میمون‌های ساحلی را در جستجوی فناوری انسانی رهبری می‌کند و نسخه تغییر یافته آموزه‌های سزار را موعظه می‌کند[۸][۹][۱۰]
- پیتر ماکون در نقش راکا، اورانگوتان بورنئویی دانا و با فضیلت که متحد نوآ می‌شود[۸][۱۱]
- لیدیا پکهام[۱۲] در نقش سونا، یک شامپانزه ماده جوان و مورد علاقه نوآ[۱۳]
- تراویس جفری[۱۲] در نقش آنایا، یک شامپانزه نر جوان و بهترین دوست نوآ[۱۳]
- سارا وایزمن[۱۲] در نقش دار، مادر شامپانزه نوآ
- نیل سندیلندز[۱۲] در نقش کورو، پدر شامپانزه نوآ و رهبر قبیله میمون‌های شاهین[۱۴]
- اکا درویل در نقش سیلوا، گوریل جلگه‌ای غربی و فرمانده ارشد ارتش پروکسیموس[۱۵][۱۶]
- رس-سمیوپل ولد آبزگی[۱۲] در نقش لایتینگ، سرباز شامپانزه ارتش پروکسیموس

علاوه بر این، کارین کونووال و تری نوتاری به ترتیب در نقش موریس و راکت، اورانگوتان بورنئویی و شامپانزه از فیلم‌های قبلی در پیش‌گفتار ظاهر می‌شوند.

### انسان
- فریا آلن در نقش مای،[۱۸] زن جوانی که در سفر خود به نوآ می‌پیوندد در حالی که برنامه خود را دارد.[۸] نوآ و راکا به او نام «نووا» داده‌اند.
- ویلیام اچ میسی در نقش ترواتان،[۱۹] انسانی فرصت‌طلب که خود را به عنوان مشاور ارشد پروکسیموس سزار معرفی می‌کند و به او تاریخ بشر را می‌آموزد.[۲۰]
- دیچن لاچمن[۲۱] در نقش کورینا، رهبر انسانی پایگاه ماهواره‌ای انسانی

## تولید

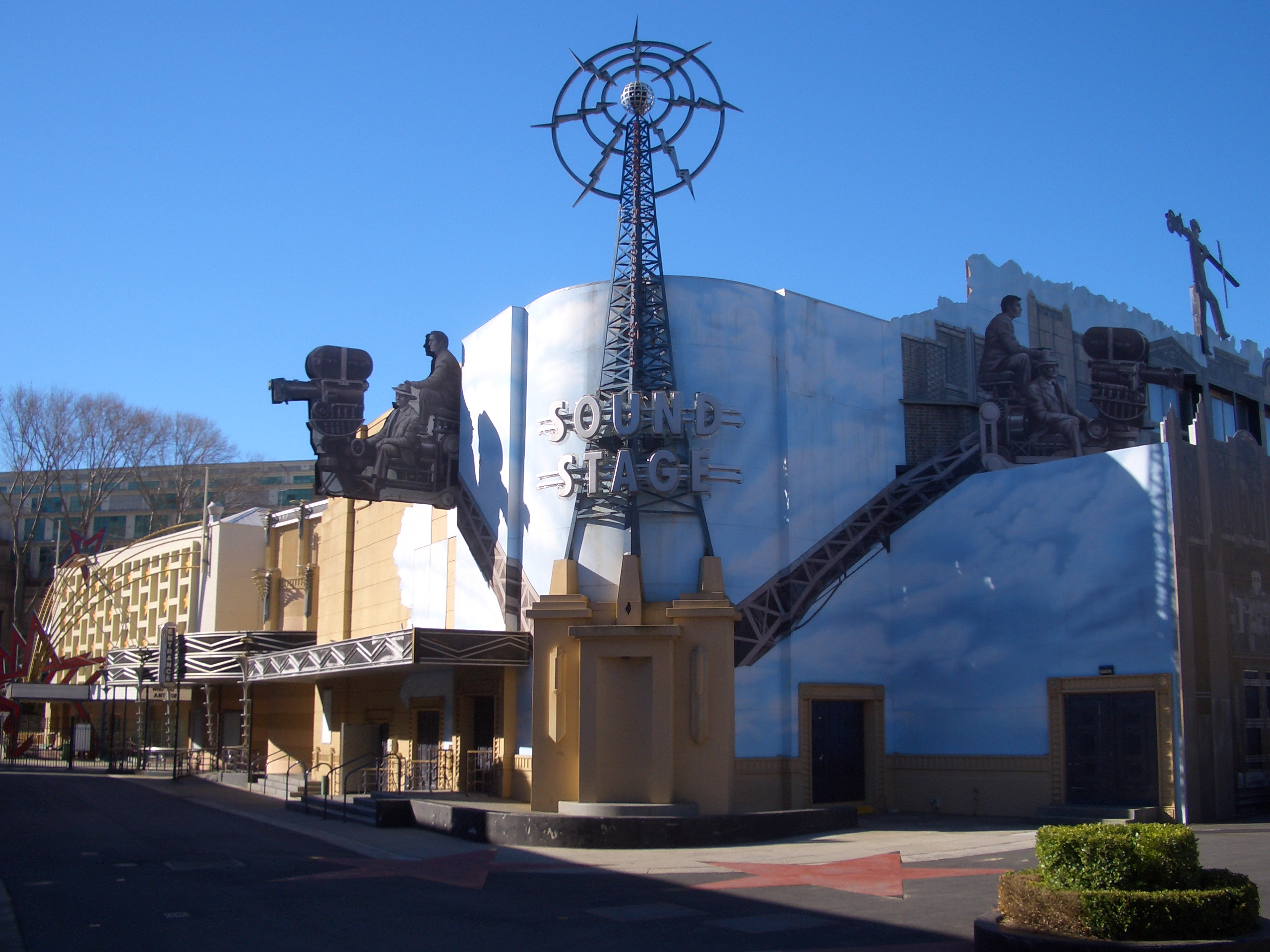
محل فیلمبرداری پادشاهی سیاره میمون‌ها

فیلمبرداری در اکتبر ۲۰۲۲ در فاکس استودیوز استرالیا در سیدنی آغاز شد و بودجه بخشی از فیلم توسط دولت استرالیا تأمین شد.

## بازخورد

### گیشه
تا ۱۷ ژوئیه ۲۰۲۴، پادشاهی سیاره میمون‌ها ۱۷۱٫۱ میلیون دلار در ایالات متحده و کانادا و ۲۲۶٫۲ میلیون دلار در سایر مناطق به دست آورده است که فروش کلی در جهان ۳۹۷٫۳ میلیون دلار است.
در ایالات متحده و کانادا، فروش پادشاهی سیاره میمون‌ها از ۴٫۰۷۵ سینما در آخر هفته افتتاحیه‌اش ۵۰ تا ۵۵ میلیون دلار پیش‌بینی شد. این فیلم در روز نخست اکران ۲۲٫۲ میلیون دلار، شامل ۶٫۶ میلیون دلار از پیش نمایش (۱٫۶ میلیون دلار در روز چهارشنبه و ۵ میلیون دلار در پنجشنبه) به دست آورد. این فیلم به فروش ۵۸٫۴ میلیون دلاری رسید و در صدر گیشه قرار گرفت و رتبهٔ سوم فروش آخر هفته برتر این فرنچایز پس از طلوع سیاره میمون‌ها (۷۲٫۶ میلیون دلار در سال ۲۰۱۴) و سیاره میمون‌ها (۶۸٫۵ میلیون دلار در سال ۲۰۰۱) را به خود اختصاص داد. در آخر هفته دوم، این فیلم ۲۵٫۵ میلیون دلار (کاهش ۵۶٪) به دست آورد و پس از فیلم ایف دوم شد، و سپس در آخر هفته بعدی با ۱۳٫۴ میلیون دلار در جایگاه چهارم قرار گرفت.
در خارج از ایالات متحده، فروش نخست پادشاهی سیاره میمون‌ها ۸۰ تا ۹۰ میلیون دلار پیش‌بینی شده بود. این فیلم در کل با افتتاحیه جهانی ۱۲۹ میلیون دلاری، در گیشهٔ خارجی ۷۲٫۷ میلیون دلار به دست آورد که بزرگ‌ترین بازارهای آن چین (۱۱٫۴ میلیون دلار)، فرانسه (۷٫۱ میلیون دلار)، مکزیک (۶٫۴ میلیون دلار)، بریتانیا (۴٫۸ میلیون دلار)، کره جنوبی (۳٫۲ میلیون دلار) استرالیا (۲٫۷ میلیون دلار)، برزیل (۲٫۶ میلیون دلار)، آلمان (۲٫۲ میلیون دلار) و اسپانیا (۲٫۲ میلیون دلار) هستند.

### واکنش انتقادی
با توجه به وبگاه جمع‌آوری نقد راتن تومیتوز، منتقدان این فیلم را دارای «جلوه‌های بصری در سطح آواتار» توصیف کرده‌اند که با «بازی‌های برجسته و اکشن درجه یک» تکمیل شده است، هرچند که «این فیلم کاملاً به اوج فیلم‌های قبلی خود نمی‌رسد». در این وبگاه، پادشاهی سیاره میمون‌ها از نظر ۳۰۶ نقد، امتیاز ۸۰٪ با میانگین نمرهٔ ۷/۱۰ را گرفت. اجماع منتقدان این سایت می‌گوید: «با ساختن دوره جدیدی برای سیاره میمون‌ها با شخصیت‌های دوست‌داشتنی و تصاویری غنی، پادشاهی تاج را به عنوان بهترین فیلم این فرنچایز نمی‌گیرد، اما به راحتی ادامه سلطنت خود را توجیه می‌کند.» این فیلم در متاکریتیک که از میانگین وزنی استفاده می‌کند، بر اساس نظر ۵۷ منتقدین امتیاز ۶۶ از ۱۰۰ را کسب کرده که نشان‌گر «نقدهای عموماً مطلوب» است. تماشاگران شرکت‌کننده در نظرسنجی سینماسکور به فیلم میانگین نمره «B» از A+ تا F داده‌اند که نسبت به نمره «A−» متعلق سه فیلم قبلی کمتر است. آن‌هایی که در نظرسنجی پست‌ترک شرکت کرده‌اند، نمره کلی ۷۷٪ مثبت به آن داده‌اند.

## آینده
در ژوئن ۲۰۲۲ گزارش شد که دیزنی و قرن بیستم برای تبدیل پادشاهی به نخستین فیلم از سه‌گانه جدیدی از فیلم‌های سیاره میمون‌ها برنامه‌ریزی کرده‌اند. وس بال این موضوع را در دسامبر ۲۰۲۳ تأیید کرد و توضیح داد که این فیلم به‌عنوان آغاز یک سه‌گانه در نظر گرفته شده است که «با میراث» سه فیلم قبلی همخوانی دارد. ریک یافا و آماندا سیلور نیز به ساخت سه‌گانه سوم از فیلم‌ها ابراز علاقه کردند.